# Torregöl (Vena socken, Småland)
Torregöl är en sjö i Hultsfreds kommun i Småland och ingår i Viråns huvudavrinningsområde.